# Ferruccio di Magonza
Ferruccio in latino Ferrutius (IV secolo – Magonza, IV secolo) è stato un militare romano, secondo la tradizione, che lo vuole martire in Germania. È venerato come santo dalla chiesa cattolica e viene celebrato il 28 ottobre.

## Agiografia
Non si hanno su di lui notizie biografiche certe, ma la tradizione cristiana ritiene che sia stato un soldato dell'esercito romano di stanza in Germania intorno al IV secolo.
Nei pressi dell'attuale città di Magonza l'esercito del quale faceva parte sarebbe stato sconfitto e Ferruccio avrebbe deciso di lasciare la carriera militare e di convertirsi al Cristianesimo. Per questa sua scelta sarebbe stato arrestato e torturato fino alla morte.

## Culto
Inserito nel martirologio romano, le sue spoglie vennero trasferite a Bleidenstadt nel 778 e lì rimasero fino al 1632, quando le poche reliquie sopravvissute alle distruzioni della guerra dei trent'anni furono consegnate ai gesuiti di Magonza, ma anch'esse andarono perdute nel Assedio di Magonza (1793), durante un incendio appiccato dai soldati Prussiani e Austriaci.